# Xylocopa iris
Xylocopa iris é uma espécie de abelha carpinteira.

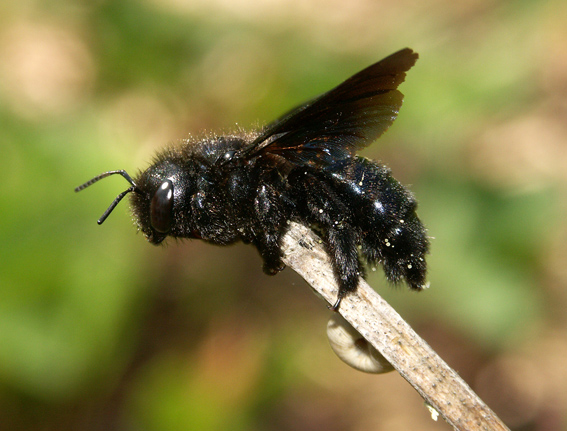
Xylocopa iris paré pour le décollage.

É encontrada do Sudoeste da Europa.

## Biologia
As abelhas atingem um comprimento de 14 a 16 milímetros e têm um corpo de cor preta. O abdome brilha principalmente azulado. Devido ao seu tamanho menor e à coloração azul do abdômen, é fácil diferenciar as espécies das outras espécies de espécies de abelhas encontradas na Europa Central.

## Distribuição
A espécie é distribuída no Mediterrâneo e leste a Ásia central. Na Europa Central os animais são raros e ocorrem na Alemanha somente em Baden-Württemberg, na Áustria a espécie ocorre apenas na Baixa Áustria e na Suíça. Em Baden-Württemberg, a espécie é considerada extinta, na Suíça como de alto risco.

## Hábitos
Ao contrário da maioria das outras abelhas carpinteiras, as fêmeas da Xylocopa iris depositam seus ninhos nas hastes mortas de [umbelífera|umbelíferas]. Com cerca de 10 a 20 centímetros de altura, o orifício de entrada é roído em cerca de 15 a 20 milímetros de espessura. Depois disso, o interior é escavado e o caule encurtado para cerca de 20 a 40 centímetros de comprimento acima do solo. Isso provavelmente serve a estabilidade do vento do local de nidificação. A abertura superior resultado do encurtamento do caule é selado com um tampão. As células da ninhada individuais são finalmente formadas entre a tampa superior e o orifício de entrada.